# Ферула (різка)
ФЕРУЛА (від лат. ferula - різка, прут) -
1. Лінійка, якою в старі часи били школярів, що провинилися..
2. У переносному значенні - грубе поводження, тяжкий режим.

ЛІТЕРАТУРА:
1. ↑  Гол. ред. М.П. Бажан (1964). Українська радянська енциклопедія. Том 15 (укр.) . Київ: Головна редакція Української радянської енциклопедії. с. 247.